# Macquartia tessellata
Macquartia tessellata là một loài ruồi trong họ Tachinidae.